# Casa Hacienda de Yaca
Casa Hacienda de Yaca está situada en el distrito de Circa, provincia de Abancay, departamento de Apurímac. Tenía una población de 195 habitantes en 1993.
La hacienda tiene orígenes en el siglo XVIII. La hacienda tuvo en principio una extensión de 2 mil 357  hectáreas y llegó a tener 10 mil hectáreas en su máxima expansión. Se dedicaba especialmente a la caña y al café. Entre los años 1880 a 1930 se utilizó para la industria del "gusano de seda".
Su construcción se caracteriza por tener un arco triunfal, una plazuela y una capilla. Sus últimos dueños fueron don Adriel Montes Sobrino & Piérola y su esposa doña Hermelinda Flores del Campo Ramos-Ocampo de Montes.